# Yakuza (film)
Yakuza (ang. The Yakuza) – amerykańsko-japoński film sensacyjny z 1974 roku, według scenariusza Leonarda i Paula Schraderów oraz Roberta Towne’a i wyreżyserowany przez Sydneya Pollacka. Wyprodukowany przez amerykańskie studio Warner Bros. Zdjęcia kręcono w Tokio, Kioto i Los Angeles.
Premiera filmu miała miejsce 28 grudnia 1974 roku w Japonii oraz 15 marca 1975 roku w Stanach Zjednoczonych.

## Fabuła
Handlarz bronią George Tanner (Brian Keith) nie jest w stanie wypełnić swoich zobowiązań i dostarczyć w terminie zamówienia dla yakuzy. Przywódca japońskiej mafii, Tono Toshiro (Eiji Okada), porywa jego córkę Louise (Lee Chirillo) i grozi, że ją zabije. Ojciec dziewczyny prosi o pomoc przyjaciela z wojska, Harry’ego Kilmera (Robert Mitchum).

## Obsada
Źródło: Filmweb
- Eiji Okada jako Toshiro Tono
- Ken Takakura jako Ken Tanaka
- Robert Mitchum jako Harry Kilmer
- Herb Edelman jako Oliver Wheat
- Richard Jordan jako Dusty
- Keiko Kishi jako Eiko Tanaka
- James Shigeta jako Goro
- Kyosuke Mashida jako Jiro Kato
- Christina Kokubo jako Hanako
- Eiji Gō jako Spider
- Lee Chirillo jako Louise
- Brian Keith jako George Tanner